# Závadka (Prešov)
Závadka (em húngaro: Homonnazávod) é um município da Eslováquia, situado no distrito de Humenné, na região de Prešov. Tem 5,7 km² de área e sua população em 2018 foi estimada em 541 habitantes.

## Demografia
| Ano:        | 1994 | 2004    | 2014   | 2024   |
| ----------- | ---- | ------- | ------ | ------ |
| Broj ljudi: | 470  | 526     | 534    | 560    |
| Razlika:    |      | +11,91% | +1,52% | +4,86% |

| Ano:               | 2023 | 2024   |
| ------------------ | ---- | ------ |
| Número de pessoas: | 553  | 560    |
| Diferença:         |      | +1,26% |